# Jim Garvin
James D. "Jim" Garvin (nacido el 5 de febrero de 1950) es un exjugador de baloncesto estadounidense que disputó una temporada en la NBA. Con 2,01 metros de estatura, jugaba en la posición de ala-pívot.

## Trayectoria deportiva

### Universidad
Jugó durante tres temporadas con los Terriers de la Universidad de Boston, en las que promedió 15,7 puntos y 12,8 rebotes por partido. Fue el quinto jugador de dicha universidad en alcanzar la cifra de 1000 puntos anotados, y en su última temporada fue incluido en el mejor quinteto de la ya desaparecida Yankee Conference, tras promediar 17,2 puntos y 13,7 rebotes. Es el segundo mejor reboteador de la historia de los Terriers.

### Profesional
Fue elegido en el puesto 204 del Draft de la NBA de 1973 por Buffalo Braves, y también por los Kentucky Colonels en el Draft de la ABA, fichando por los primeros. El 24 de noviembre de 1973, tras seis encuentros en los que anotó un total de dos puntos, fue cortado por los Braves.

## Estadísticas de su carrera en la NBA

### Temporada regular
| Temporada | Edad | Equipo         | Liga | Pos. | P | TIT | MIN | TC  | TCA | %TC  | 3P | 3PA | %3P | TL  | TLA | %TL | R.OF. | R.DEF. | REB | ASIS | ROB | TAP | PER | FP  | PTS |
| 1973-74   | 23   | Buffalo Braves | NBA  | PF   | 6 |     | 1.8 | 0.2 | 0.7 | .250 |    |     |     | 0.0 | 0.0 |     | 0.2   | 0.7    | 0.8 | 0.0  | 0.0 | 0.0 |     | 0.2 | 0.3 |
| Total     |      |                | NBA  |      | 6 |     | 1.8 | 0.2 | 0.7 | .250 |    |     |     | 0.0 | 0.0 |     | 0.2   | 0.7    | 0.8 | 0.0  | 0.0 | 0.0 |     | 0.2 | 0.3 |